# Zaryen
Team Zaryen nebo také Zaryen je haitský fotbalový klub hrající fotbal amputovaných. Slovo Zaryen znamená v kreolštině tarantule, a toto zvíře je maskotem týmu. Tarantule totiž dokáže žít i po ztrátě nohy, která jí může znova dorůst, zároveň je pomalá, ale smrtelně nebezpečná. 

## Historie
Tým byl založen v roce 2010, většina členů týmu přišla o své končetiny v důsledku zemětřesení na Haiti. 
První zápas týmu se odehrál proti Haiti National Amputee Soccer Team, která se zúčastnila mistrovství světa v Argentině. Zaryen oba zápasy prohrál (0:2 a 0:1). 